# Borchêne
La Borchêne est un ruisseau belge, affluent de la Gileppe faisant donc partie du bassin versant de la Meuse. 

## Parcours
Ce ruisseau ardennais prend sa source entre les hameaux de La Louveterie (commune de Limbourg) et de Vervierfontaine (commune de Jalhay) à une altitude d'environ 350 m. Depuis sa source jusqu'à sa confluence avec la Gileppe, ce ruisseau forestier sert de limite entre les communes de Limbourg et de Jalhay. Après un parcours d'environ quatre kilomètres en direction du nord-est, la Borchêne se jette en rive gauche de la Gileppe quelque 300 m. en aval du barrage.
En 1872 fut inauguré le barrage de la Borchêne, pour aprovisioner les industries verviérstoises en eau, cinq années avant l'acheminement du barrage de la Gileppe. En 1897, après une épidémie de fièvre typhoïde à Verviers, les vannes sont définitivent fermées, depuis ce lac a longtemps servi à la natation et a la pêche.
Le sentier de grande randonnée 15 suit une bonne partie de la vallée de la Borchêne.